# Copa del Atlántico 1956 (clubes)

## Participantes

### Argentina
- Boca Juniors (3.º puesto Campeonato de Primera División 1955)
- River Plate (Campeón Campeonato de Primera División 1955)
- Racing (2.º puesto Campeonato de Primera División 1955)
- Lanús (5.º puesto Campeonato de Primera División 1955)
- San Lorenzo (8.º puesto Campeonato de Primera División 1955)

### Brasil
- Corinthians (2.º puesto Campeonato Paulista de 1955)
- Santos (Campeón do Campeonato Paulista de 1955)
- São Paulo (3.º puesto Campeonato Paulista de 1955 y campeón Torneio Rio-São Paulo de 1956)
- Fluminense (4.º puesto Campeonato Carioca de 1955)
- America-RJ (2.º puesto Campeonato Carioca de 1955)

### Uruguay
- Nacional (Campeón Campeonato Uruguayo de Primera División 1955)
- Peñarol (2.º puesto Campeonato Uruguayo de Primera División 1955)
- Danubio (4.º puesto Campeonato Uruguayo de Primera División 1955)
- Defensor (5.º puesto Campeonato Uruguayo de Primera División 1955)
- Wanderers (7.º puesto Campeonato Uruguayo de Primera División 1955)

## 1.ª Fase
| Fecha               | Lugar                              |             |                      | Resultado |                      |              |
| ------------------- | ---------------------------------- | ----------- | -------------------- | --------- | -------------------- | ------------ |
| 20 de junio de 1956 | Viejo Gasómetro, Buenos Aires      | Lanús       | Bandera de Argentina | 5 - 1     | Bandera de Uruguay   | Defensor     |
| 20 de junio de 1956 | Estadio Centenario, Montevideo     | Wanderers   | Bandera de Uruguay   | 2 - 1     | Bandera de Argentina | San Lorenzo  |
| 23 de junio de 1956 | Estadio Centenario, Montevideo     | Nacional    | Bandera de Uruguay   | 0 - 1     | Bandera de Brasil    | São Paulo    |
| 23 de junio de 1956 | Pacaembu, São Paulo                | Corinthians | Bandera de Brasil    | 2 - 2     | Bandera de Uruguay   | Danubio      |
| 23 de junio de 1956 | Estadio Giulite Coutinho, Mesquita | América-RJ  | Bandera de Brasil    | 2 - 1     | Bandera de Argentina | Racing       |
| 24 de junio de 1956 | Vila Belmiro, Santos               | Santos      | Bandera de Brasil    | 4 - 0     | Bandera de Argentina | River Plate  |
| 24 de junio de 1956 | Estadio Centenario, Montevideo     | Peñarol     | Bandera de Uruguay   | 1 - 2     | Bandera de Argentina | Boca Juniors |

- Fluminense por medio de sorteo, entró directamente a la segunda fase.
- La disputa entre  Danubio y  Corinthians fue realizada por penales con Corinthians venciendo por 4 a 2.

## Cuartos de final
| Fecha               | Lugar                          |              |                      | Resultado |                      |            |
| ------------------- | ------------------------------ | ------------ | -------------------- | --------- | -------------------- | ---------- |
| 30 de junio de 1956 | Pacaembu, São Paulo            | São Paulo    | Bandera de Brasil    | 3 - 1     | Bandera de Brasil    | América-RJ |
| 30 de junio de 1956 | Estadio Centenario, Montevideo | Wanderers    | Bandera de Uruguay   | 0 - 2     | Bandera de Argentina | Lanús      |
| 1 de julio de 1956  | Viejo Gasómetro, Buenos Aires  | Boca Juniors | Bandera de Argentina | 3 - 1     | Bandera de Brasil    | Fluminense |
| 4 de julio de 1956  | Pacaembu, São Paulo            | Corinthians  | Bandera de Brasil    | 4 - 3     | Bandera de Brasil    | Santos     |

## Semifinales
| Fecha              | Lugar                         |              |                      | Resultado |                      |           |
| ------------------ | ----------------------------- | ------------ | -------------------- | --------- | -------------------- | --------- |
| 5 de julio de 1956 | Viejo Gasómetro, Buenos Aires | Boca Juniors | Bandera de Argentina | 2 - 0     | Bandera de Argentina | Lanús     |
| 7 de julio de 1956 | Pacaembu, São Paulo           | Corinthians  | Bandera de Brasil    | 2 - 0     | Bandera de Brasil    | São Paulo |

## Final
| Fecha               | Lugar               |             |                   | Resultado |                      |              |
| ------------------- | ------------------- | ----------- | ----------------- | --------- | -------------------- | ------------ |
| 19 de julio de 1956 | Pacaembú, São Paulo | Corinthians | Bandera de Brasil | -         | Bandera de Argentina | Boca Juniors |

Nota: La final nunca se disputó. Por lo tanto, el torneo quedó sin campeón.